# Elisabeth Langsch
Elisabeth Langsch (* 15. Oktober 1933 in Zollikon, Schweiz; † 5. Mai 2025) war eine Schweizer Künstlerin. Sie war spezialisiert in Baukeramik, Skulptur und Kunst im öffentlichen Raum.

## Leben

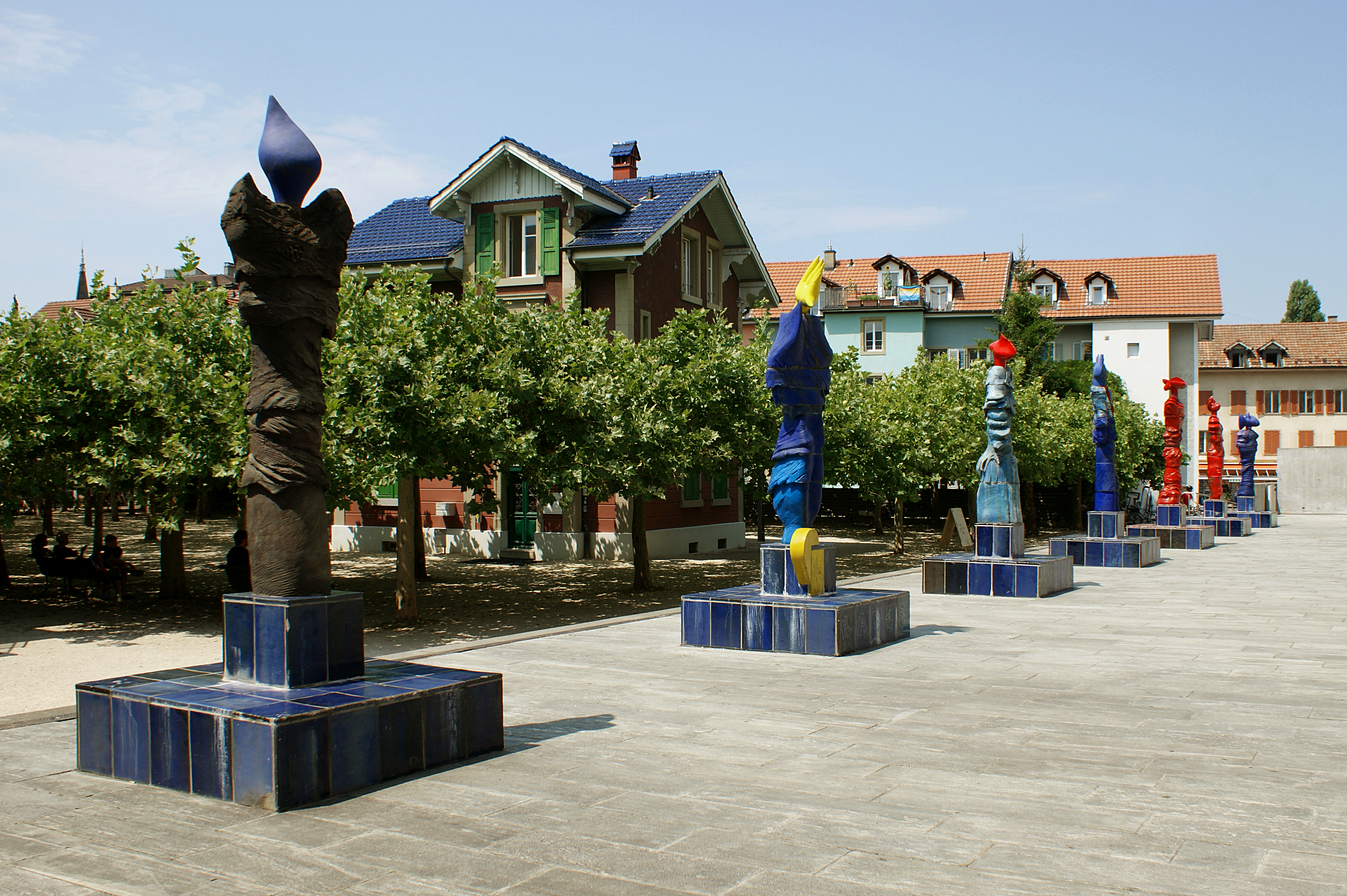
Keramikplastiken-Ensemble Musen Unitobler in Bern von Elisabeth Langsch, 1993

Elisabeth Langsch wurde in Zollikon geboren und wuchs in Königsberg (Deutschland) auf. Sie wurde in der Ecole d’Humanité in Hasliberg unterrichtet und in der Keramischen Fachschule in Bern ausgebildet.
Nach dem Abschluss arbeitete Langsch 1954 im Atelier des Baukeramikers Georges Jouve in Aix-en-Provence. Darauf folgten Aufenthalte in der Werkstatt von Guerino Tramonti in der «Keramikstadt» Faenza 1956 und Margrit Linck-Daepp in Zollikofen 1958 sowie von 1959 bis 1961 ein Aufenthalt in Südafrika. Ab 1958 hatte sie ihre eigene Werkstatt, zunächst in Kilchberg, später in Zumikon und ab 1973 in Zürich. 1978 heiratete sie den Architekten Adolf Wasserfallen, Zürcher Stadtbaumeister von 1957 bis 1985.
Ab den späten 1950er Jahren erhielt Elisabeth Langsch zahlreiche Aufträge für Wandgestaltungen und Skulpturen im öffentlichen Raum in der ganzen Schweiz. Ihre Arbeiten sind in verschiedenen Sammlungen und Museen, darunter dem Museum für Gestaltung Zürich, Museum Ariana in Genf und dem Museo Internationale in Faenza.

## Einzelausstellungen
- 1977 Art Basel, Galerie Schneider, Le Locle
- 1983 Galerie Maya Behn, Zürich
- 1986 Galerie Maya Behn, Zürich
- 1988: Freilichtausstellung Keramik Skulpturen, Museum Bellerive, Zürich
- 1995 Freilichtausstellung bei Basler und Partner, Zollikon

## Gruppenausstellungen (Auswahl)
- 1956: Moderne schweizerische Keramikkünstler, Gewerbemuseum, Bern
- 1961: Puppet Fotografie, mit Sam Haskins, Johannesburg, Südafrika
- 1973: Céramique contemporaine, Musée des arts décoratifs, Lausanne
- 1992: Kongress der Internationalen Akademie der Keramik, Universität Istanbul, Türkei
- 2021: 6 Zimmer x 6 Positionen, Museum für Gestaltung, Zürich

## Werke (Auswahl)
- 1976: Sedia, Keramik, 64,5 × 53 × 43 cm, Museum für Gestaltung, Zürich
- 1980: Ohne Titel (Gelbe Wand), 270 × 4500 cm, Schulanlage Bläsi, Zürich
- 1993: Musen, Keramik, Unitobler Innenhof, Bern[10]

## Auszeichnungen
- 1958: SAFFA-Preis
- 1962: Eidgenössisches Stipendium
- 1963: Klin-club medal
- 1970: Kantonales Stipendium Zürich
- 1973: Prix Henry Reynaud